# Dejan Ivanov
Dejan Toškov Ivanov (in bulgaro Деян Тошков Иванов?; Varna, 18 marzo 1986) è un ex cestista bulgaro.

## Carriera
Centro di 205 cm per 103 kg, è stato miglior giocatore bulgaro del 2008 e ha giocato in Bulgaria, Russia, Spagna, Croazia e dal 10 marzo 2009 in Italia.
Nel campionato italiano diventa subito protagonista con la maglia della Sutor Montegranaro nel campionato 2008-09 gioca 10 partite, realizzando 10,9 punti e catturando 8,0 rimbalzi. Nel campionato 2009-10 disputa 31 partite realizzando 10,4 punti e 6,5 rimbalzi, mentre nel campionato 2010-11 gioca 30 partite con una media di 13,4 punti e 8,0 rimbalzi.
Chiude la stagione 2011-12 con una media di 13,1 punti e 8,2 rimbalzi per partita, risultando il terzo rimbalzista del campionato dietro a Vikt'or Sanik'idze e Linton Johnson.
Il 13 giugno 2012 firma un contratto con il Lietuvos Rytas.. Torna in Italia il 18 aprile 2013, quando è ingaggiato dalla Cimberio Varese in vista dei play-off.
Il 3 settembre 2013 firma un contratto con l'Estudiantes Madrid.

## Curiosità
È il fratello gemello di Kalojan Ivanov.

## Nazionale
Con la Nazionale bulgara ha partecipato agli Europei 2005 e agli Europei 2009.
Nell'estate del 2010 è impegnato con la sua Nazionale nelle qualificazioni per l'Europei 2011. All'esordio degli Europei 2011 contro la Slovenia segna 11 punti e cattura 11 rimbalzi nonostante la sconfitta della sua nazionale per 67-59.
Il 4 settembre contro la Russia mette a segno 23 punti.